# Dicranum kashmirense
Dicranum kashmirense är en bladmossart som beskrevs av Brotherus 1899. Dicranum kashmirense ingår i släktet kvastmossor, och familjen Dicranaceae. Inga underarter finns listade i Catalogue of Life.